# Gloria Schoemann
Gloria Schoemann (24 de julio de 1910-5 de septiembre de 2006) fue una editora de cine mexicana, activa en la denominada Época de oro del cine de ese país. En su haber hubo más de 200 ediciones de filmes legendarios como La perla (1947) o Macario (1960). Ganó la Medalla al Mérito Cinematográfico Salvador Toscano en 1993. Su labor destacó al ser el ambiente cinematográfico predominantemente masculino y laborar activamente con los directores más destacados de su época.

## Biografía
Nacida en México, de joven viajó a Los Ángeles donde trabajó como extra en algunas cintas. De vuelta a México en 1935 actuó en Hombres de mar del director Chano Urueta. Prosiguió en la industria fílmica, y el primer trabajo de edición que realizó fue en 1942 con Yo bailé con don Porfirio, de Gilberto Martínez Solares.
Casada durante 10 años con Ricardo De Acha Aguilar sin tener descendencia.

## Filmografía
- Yo bailé con don Porfirio (1942)
- El rayo del sur (1943)
- Distinto amanecer (1943)
- María Candelaria (Xochimilco) (1944)
- La mujer sin cabeza (1944)
- La guerra de los pasteles (1944)
- La corte de faraón (1944)
- El as negro (1944)
- El intruso (1944)
- Las abandonadas (1945)
- Adán, Eva y el diablo (1945)
- Bugambilia (1945)
- La mulata de Córdoba (1945)
- El amor las vuelve locas (1946)
- Cantaclaro (1946)
- Pepita Jiménez (1946)
- Sol y sombra (1946)
- El socio (1946)
- Más allá del amor (1946)
- Don Simón de Lira (1946)
- Enamorada (1946)
- El desquite (1947)
- No te cases con mi mujer (1947)
- Gran Casino (1947)
- Voces de primavera (1947)
- La perla (1947)
- Los que volvieron (1948)
- Río Escondido (1948)
- El canto de la sirena (1948)
- Ahí vienen los Mendoza (1948)
- Mi madre adorada (1948)
- Matrimonio sintético (1948)
- Maclovia (1948)
- Flor de caña (1948)
- Las puertas del presidio (1949)
- La malquerida (1949)
- Opio (1949)
- Lola Casanova (1949)
- Salón México (1949)
- La posesión (1949)
- El Cristo de mi Cabecera (1950)
- Entre tu amor y el cielo (1950)
- Un día de vida (1950)
- Inmaculada (1950)
- Piña madura (1950)
- Guardián, el perro salvador (1950)
- Sangre torera (1950)
- La negra Angustias (1950)
- Siempre tuya (1951)
- Cuando tú me quieras (1951)
- Radio Patrulla (1951)
- Acá las tortas (1951)
- Por querer a una mujer (1951)
- La bienamada (1951)
- Historia de un corazón (1951)
- Las Islas Marías (1951)
- Gendarme de punto (1951)
- El señor gobernador (1951)
- Víctimas del pecado (1951)
- La muerte enamorada (1951)
- El genial Detective Peter Pérez (1952)
- Al son de las guitarras (1952)
- Un gallo en corral ajeno (1952)
- Dos caras tiene el destino (1952)
- El mar y tú (1952)
- La huella de unos labios (1952)
- Hay un niño en su futuro (1952)
- Marejada (1952)
- El niño y la niebla (1953)
- Reportaje (1953)
- Dos tipos de cuidado (1953)
- Ahí vienen los gorrones (1953)
- Ni pobres ni ricos (1953)
- Esos de Pénjamo (1953)
- Sombra verde (1954)
- La desconocida (1954)
- Los Fernández de Peralvillo (1954)
- La rebelión de los colgados (1954)
- Ofrenda (1954)
- La sobrina del señor cura (1954)
- Llévame en tus brazos (1954)
- El rapto (1954)
- El asesino X (1955)
- Camino de Guanajuato (1955)
- El charro inmortal (1955)
- La mujer ajena (1955)
- Padre contra hijo (1955)
- Las engañadas (1955)
- El caso de la mujer asesinadita (1955)
- Juventud desenfrenada (1956)
- Los hijos de Rancho Grande (1956)
- Talpa (1956)
- Historias de casados (1956)
- El chismoso de la ventana (1956)
- Los amantes (1956)
- Esposas infieles (1956)
- Amor y pecado (1956)
- El medallón del crimen (El 13 de oro) (1956)
- Club de señoritas (1956)
- La ambiciosa (1956)
- Pura vida (1956)
- Del brazo y por la calle (1956)
- Yambaó (1957)
- La cabeza de Pancho Villa (1957)
- La marca de Satanás (1957)
- El jinete sin cabeza (1957)
- Cada hijo una cruz (1957)
- La virtud desnuda (1957)
- Pancho López (1957)
- El jinete solitario (1958)
- El jinete solitario en el valle de los buitres (1958)
- El boxeador (1958)
- Una cita de amor (1958)
- Concurso de belleza (1958)
- Guitarras de medianoche (1958)
- Pepito y los robachicos (1958)
- Mujer en condominio (1958)
- La torre de marfil (1958)
- Aventuras de la pandilla (1959)
- El zorro escarlata en diligencia fantasma (1959)
- La pandilla en acción (1959)
- La pandilla se divierte (1959)
- Los tigres del desierto (1959)
- Triunfa la pandilla (1959)
- Yo pecador (1959)
- Manicomio (1959)
- Flor de mayo (1959)
- La rebelión de los adolescentes (1959)
- Mi mujer necesita marido (1959)
- El fantasma de la opereta (1960)
- Luciano Romero (1960)
- El toro negro (1960)
- Viva la parranda (1960)
- El jinete solitario' en El valle de los desaparecidos: La venganza del jinete solitario (1960)
- Macario (1960)
- La tijera de oro (1960)
- El último mexicano (1960)
- Rosa blanca (1961)
- Bonitas las tapatías (1961)
- Las cosas prohibidas (1961)
- El duende y yo (1961)
- Guantes de oro (1961)
- Una pasión me domina (1961)
- Lástima de ropa (1962)
- El vampiro sangriento (1962)
- Pueblito (1962)
- Nuestros odiosos maridos (1962)
- El pecado de una madre (1962)
- Juventud sin Dios (La vida del padre Lambert) (1962)
- Juan guerrero (1963)
- Días de otoño (1963)
- Los derechos de los hijos (1963)
- México de mis recuerdos (1963)
- La divina garza (1963)
- La invasión de los vampiros (1963)
- Así amaron nuestros padres (1964)
- Luna de miel para nueve (1964)
- El gallo de oro (1964)
- Los tres calaveras (1965)
- Pánico (1966)
- Los dos rivales (1966)
- La batalla de los pasteles (1966)
- Juan Pistolas (1966)
- Cargamento prohibido (1966)
- Dos meseros majaderos (1966)
- Juan Colorado (1966)
- Cada quién su lucha (1966)
- Los valses venían de Viena y los niños de París (1966)
- El camino de los espantos (1967)
- Los bandidos (1967)
- Un par de robachicos (1967)
- Dos pintores pintorescos (1967)
- Ven a cantar conmigo (1967)
- Un dorado de Pancho Villa (1967)
- Pedro Páramo (1967)
- Operación carambola (1968)
- El zángano (1968)
- Un extraño en la casa (1968)
- Santo contra Capulina (1969)
- Blue Demon y las invasoras (1969)
- El pecado de Adán y Eva (1969)
- Un Quijote sin mancha (1969)
- Flor marchita (1969)
- Mi padrino (1969)
- El hermano Capulina (1970)
- La agonía de ser madre (1970)
- La vida inútil de Pito Pérez (1970)
- ¿Por qué nací mujer? (1970)
- Capulina corazón de león (1970)
- Jóvenes de la Zona Rosa (1970)
- Gregorio y su ángel (1970)
- Misión cumplida (1970)
- Estafa de amor (1970)
- Capulina contra los vampiros (1971)
- Papá en onda (1971)
- El médico módico (1971)
- Espérame en Siberia, vida mía (1971)
- El profe (1971)
- La generala (1971)
- Lo que más queremos (1972)
- El metiche (1972)
- Me he de comer esa tuna (1972)
- Las vírgenes locas (1972)
- Chanoc contra el tigre y el vampiro (1972)
- Chanoc contra Las tarántulas (1973)
- Vidita negra (1973)
- Nosotros los feos (1973)
- Conserje en condominio (1974)
- En busca de un muro (1974)
- Hermanos de sangre (1974)
- El hijo de los pobres (1975)
- Laberinto de pasiones (1975)
- Chanoc en el foso de las serpientes (1975)
- El agente viajero (1975)
- Espejismo de la ciudad (1976)
- El ministro y yo (1976)
- El viaje (1977)
- El mar (1977)
- El patrullero 777 (1978)
- Divinas palabras (1978)
- Los de abajo (1978)
- En la trampa (1979)
- México de mis amores (1979)
- Las grandes aguas (1980)
- Fuego en el mar (1981)
- D.F./Distrito Federal (1981)
- El barrendero (1982)
- Mundo mágico (1983)

## Premios
- Medalla Salvador Toscano al Mérito Cinematográfico, 1985.
- Ariel de Oro (Por trayectoria artística).
- Premio Ariel (Mejor Edición por Enamorada).
- Premio Ariel (Mejor Edición por El niño y la niebla).
- Premio Ariel (Mejor Edición por La rebelión de los colgados)